# Antonio Van Halen

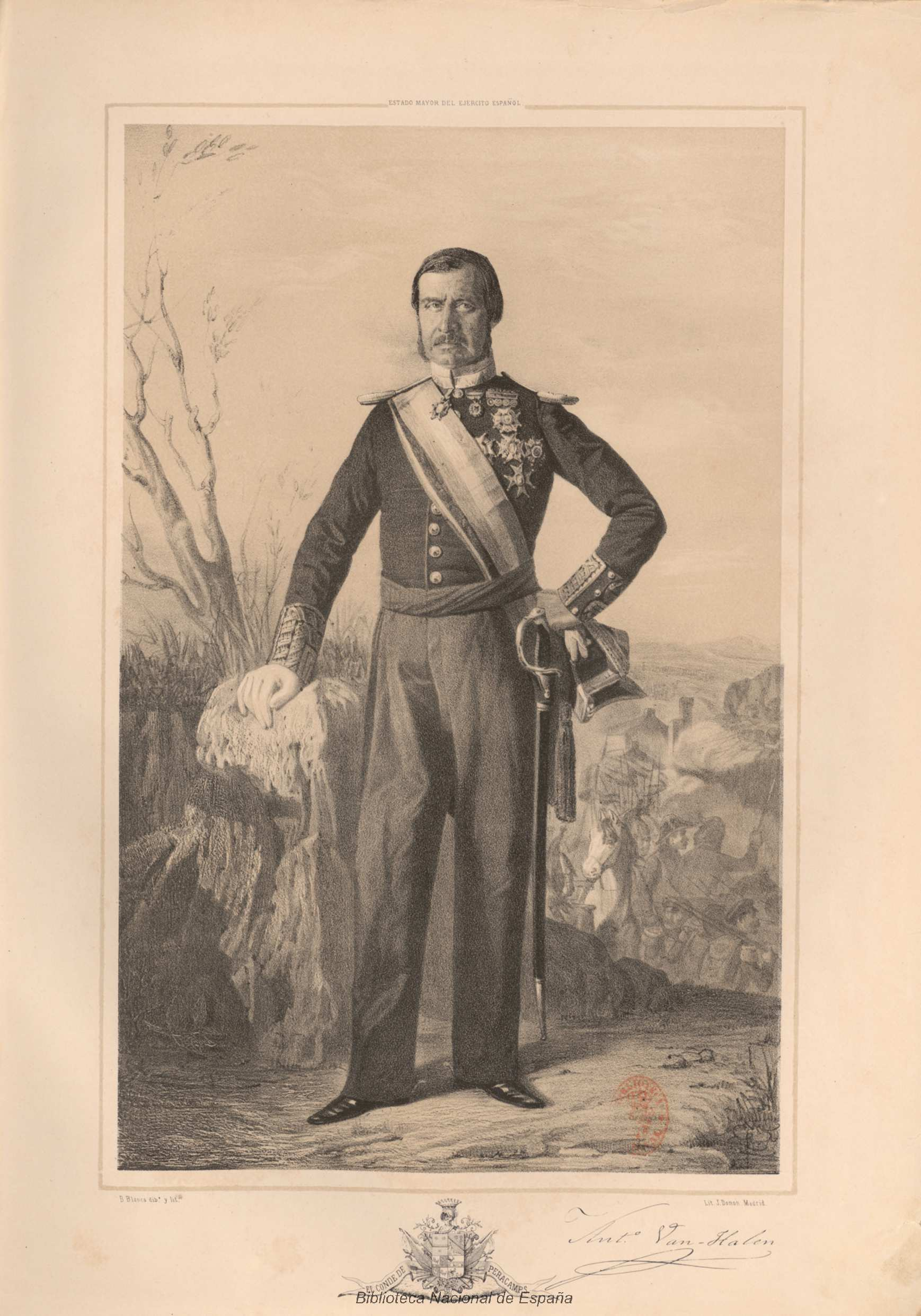
Antonio Van Halen. Disegno e litografia di Bernardo Blanco per conto del "Estado Mayor General del Ejército Español", di Pedro Chamorro y Baquerizo, Madrid, 1851-1854.

Antonio Van Halen y Sarti (San Fernando, 1792 – Madrid, 27 ottobre 1858) è stato un militare e politico spagnolo. Di origini olandesi, era figlio di un comandante navale della baia di Cadice ed era fratello minore del più famoso Juan Van Halen.

## Biografia
Condecorato con il titolo di Conte di Peracamps, Antonio Van Halen servì nell'esercito spagnolo (tanto nella fanteria come nella marina) in svariate guerre, tra cui le più degne di nota sono la guerra d'indipendenza spagnola, principalmente a Maiorca e in Catalogna, nelle guerre d'indipendenza ispanoamericane, dove combatté contro i ribelli indipendentisti sudamericani a Montevideo e a Cartagena de Indias, e nella Prima Guerra Carlista difendendo la causa dell'esercito cristino dei liberali. Nel 1816, inoltre, partecipò alla conquista dell'isola di Santa Fe dove venne nominato governatore militare.
Il 20 febbraio del 1840 fu nominato capitano generale delle forze dell'esercito in Catalogna per poi essere nominato conte di Peracamps.
Antonio Van Halen divenne tristemente noto per aver guidato, si pensa sotto gli ordini di Baldomero Espartero, il bombardamento d'artiglieria della città di Barcellona del 3 dicembre del 1842 quando questa ormai da mesi era occupata da gruppi di protestanti violenti (Junta Revolucionaria de Barcelona) contrari alla reggenza dello stesso generale Espartero in nome di Isabella II (all'epoca minorenne). Il risultato del bombardamento fu di 1014 proiettili lanciati, 462 edifici distrutti e tra le 20 e le 30 vittime civili. L'accaduto provocò l'esilio autoimposto in Inghilterra del generale Espartero, seguito a sua volta dall'esilio di Van Halen.
Tornò in Spagna nel 1847 e, reintegrato nell'esercito, nel 1852 occupa la vacante come ministro nel Tribunale Supremo della Guerra e della Marina per poi essere scelto come senatore a vita. Durante la rivoluzione spagnola del 1854 fu messo a capo delle truppe fedeli alla causa progressista di Baldomero Espartero e guida un contingente di soldati durante alcune colluttazioni coi fedeli a Leopoldo O'Donnel e a Manuel Montes de Oca, avversari con cui poi unirà le forze per formare un nuovo governo parlamentare.
Morì a Madrid, il 27 ottobre del 1858.